# Адријен-Мари Лежандр
Адријен-Мари Лежандр (фр. Adrien-Marie Legendre; Париз, 18. септембар 1752 — Париз, 10. јануар 1833) био је француски математичар. Значајно је допринео на пољима статистике, теорије бројева, апстрактне алгебре и математичке анализе.
Већину његових дела други су усавршили: његови радови на коренима полинома инспирисали су теорему Галоа; Абелова дела на елиптичким функцијама заснована су на Лежандровим; нека Гаусова дела на пољу статистике и теорије бројева допунила су Лежандрова. Он је развио методу најмањих квадрата, која има широку примену у линеарној регресији, обради сигнала, статистици итд.
Године 1830, дао је доказ за Фермаову последњу теорему за експонент n = 5, што је Дирикле такође доказао 1828. године.
У теорији бројева, Лежандр је предвидео закон квадратног реципроцитета, што је касније Гаус доказао. Такође је био пионир на пољу расподеле простих бројева, као и на пољу примене анализе на теорију бројева. Његову претпоставку из 1796. године везану за теорему о простим бројевима ригорозно су доказали Адамар и Де ла Вале-Пусен 1898. године.
Лежандр је знатно радио на пољу елиптичких функција, укључујући класификацију елиптичких интеграла, али тек је Абел проучио Јакобијеве функције и у потпуности их решио.
Лажандр је познат по Лажандровој трансформацији, која се користи за прелазак са Лагранжовога на Хамилтонов запис класичне механике. У термодинамици се, такође, користи за налажење енталпије и Хелмхолцове и Гибсове (слободне) енергије из унутрашње енергије.
Лежандр је такође написао дело Елементи геометрије 1794. године.